# Георг Плачек
Георг Плачек (26. септембар 1905 — 9. октобар 1955) био је моравски физичар.

## Биографија
Плачек је рођен у богатој јеврејској породици у Брну у Моравији (данас Брно, Чешка Република), као унук главног рабина Баруха Плачека. Студирао је физику у Прагу и Бечу.
Током 1930-их, Плачек је био познат као авантуристичка особа са оштрим смислом за хумор, неуморни генератор нових идеја из области физике које је великодушно делио са својим колегама. Обим Плачековог ходочашћа по светским центрима за физику 1930-их био је јединствен међу његовим колегама. Радио је са Хансом Бетеом, Едвардом Телером, Рудолфом Пајерлсом, Вернером Хајзенбергом, Виктором Вајскопфом, Енриком Фермијем, Нилсом Бором, Левом Ландауом, Едоардом Амалдијем, Емилиом Сегреом, Отом Фришем, Леоном ван Ховеом и многим другим истакнутим физичарима свог времена. Његова супруга Елс Плачек (рођена Андриесе) била је бивша супруга физичара Ханса фон Халбана. Изгубио је све своје рођаке у холокаусту, што је бацило трагичну сенку на његов живот.
Главне области Плачековог научног рада укључивале су основну теорију Рамановог расејања, молекуларну спектроскопију у гасовима и течностима, неутронску физику и математичку физику. Заједно са Отом Фришом, предложио је директан експериментални доказ нуклеарне фисије. Заједно са Нилсом Бором и другима, био је кључан у разјашњавању улоге уранијума 235 у циљу извођења могуће нуклеарне ланчане реакције.
Током свог боравка у Ландауовом кругу у Харкову око 1937. године, Плачек је био сведок бруталне стварности режима Јосифа Стаљина. Његово искуство из прве руке о томе утицало је на политичка мишљења његових блиских пријатеља, посебно креатора нуклеарних и термонуклеарних бомби, Роберта Опенхајмера и Едварда Телера. 
Касније је Плачек био једини Чех са водећом позицијом у пројекту Менхетн, где је радио од 1943. до 1946. године као члан Британске мисије; прво у Канади као вођа теоријске дивизије у Лабораторији у Монтреалу, а затим (од маја 1945.) у Лос Аламосу, касније заменивши свог пријатеља Ханса Бетеа на месту вође теоријске групе. Од 1948. Плачек је био члан Института за напредне студије у Принстону, САД.
За разлику од многих зачетника нуклеарне физике, Џорџ Плачек није оставио своја сећања или белешке из животних прича. Многе нове чињенице о Плачековом животу и његовим породичним коренима појавиле су се у вези са симпозијумом одржаним у спомен на Плачека. Плачекова прерана смрт у хотелу у Цириху је врло вероватно била самоубиство под утицајем његове дугогодишње тешке болести.